# 菲利普·特尔
菲利普·特尔（德語：Philipp Ther，1967年5月16日—）是一位奥地利和德国历史学家。他是维也纳大学的终身教授、转型史研究中心（RECET）的创始主任，并于2019年获得维特根斯坦奖。
特尔的研究兴趣包括19世纪和20世纪德国和东中欧的比较社会和文化史，尤其是民族主义研究、移民史、城市史和音乐剧史。他的研究重点是20世纪80年代以来东欧和中欧转型历史的比较分析。

## 早年教育
特尔在德国巴伐利亚长大。他的父亲管理着几所教育机构，包括巴德和贝希特斯加登的拓展训练学校，还曾在土耳其伊斯坦布尔的德国学校任教，特尔在那里度过了童年的一部分时光。
特尔于1988年至1992年在雷根斯堡大学和慕尼黑大学学习现代史、东欧史、社会学和政治学。他在乌克兰和波兰生活了几年。
1993年，特尔从美国乔治敦大学毕业，获得硕士学位。1997年，他以关于1945年至1956年德国和波兰流离失所者的论文获得柏林自由大学的博士学位。

## 学术职涯
1997/1998 年，他担任哈佛大学欧洲研究中心的约翰·肯尼迪研究员。随后，他担任柏林自由大学欧洲比较史中心的研究员，直至2002年。
2002年，他担任奥得河畔法兰克福欧洲大学的波兰学和乌克兰学初级教授，并发表了关于19世纪歌剧院的政治和社会功能的特许任教资格论文。2007年至2010年，特尔担任佛罗伦萨欧洲大学学院的欧洲比较史教授。
自2010年以来，特尔一直担任维也纳大学东欧历史研究所的东中欧历史终身大学教授，并于2014年至2018年担任该研究所的执行主任。在 2019年获得维特根斯坦奖后，他创立了转型历史研究中心（RECET），专注于东欧和中欧转型过程的跨学科研究。
2022年7月，奥得河畔法兰克福欧洲大学的一个评选委员会公开提名特尔为校长唯一候选人。但他随后拒绝了这一提议。

## 社会事件
特尔在著作中对德国被驱逐者联合会持批评态度，遭到时任主席埃里卡·施泰因巴赫向特尔的出版社Vandenhoeck & Ruprecht提出投诉。出版社随后向公开了这封信，并将其描述为“厚颜无耻的干涉”。

## 主要著作
- The Dark Side of Nation-States: Ethnic Cleansing in Modern Europe. Berghahn Books, New York/Oxford, 2014.
- Center Stage: Operatic Culture and Nation Building in Nineteenth-Century Central Europe. Purdue University Press, West Lafayette, 2014.
- Europe since 1989: A history. Princeton University Press, Princeton, 2018.
- The Outsiders: Refugees in Europe since 1492. Princeton University Press, Princeton, 2021.